# Registratore a filo

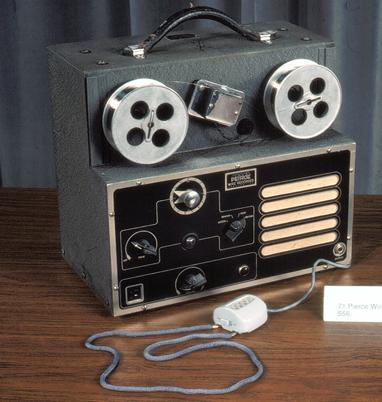
Un registratore a filo del 1938

Il registratore a filo (detto anche filofono o  telegrafono) è un dispositivo in grado di registrare suoni su un filo d'acciaio.

## Storia
Venne inventato nel 1898 dall'ingegnere danese Valdemar Poulsen, che chiamò la sua invenzione telegrafono; tali apparecchi furono utilizzati fino agli anni quaranta del XX secolo, prevalentemente negli Stati Uniti e in Germania per registrare conferenze ed eventi teatrali. In Italia alcuni modelli furono costruiti dalla società Geloso. Vennero sostituiti a partire dalla seconda metà degli anni 1950 dal registratore a nastro.

## Funzionamento
Il filo si muove a una velocità di circa 24 pollici per secondo (610 mm/s) ed è piuttosto delicato, essendo molto sottile. L'apparecchio è dotato di due bobine contenenti il filo che scorre venendo magnetizzato da una speciale testina, e può avere anche la possibilità di collegarvi un piccolo microfono per poter incidere suoni dall'ambiente. Alcuni modelli permettono di alloggiare un disco sopra una bobina e registrarne il suono sul filo.